# Quatuors à cordes op. 76 de Joseph Haydn
Les Quatuors op. 76 sont un cycle de quatuors à cordes de Joseph Haydn écrits en 1797 en même temps que La Création et publiés en 1799 chez Artaria. Ils sont dédicacés au comte Erdödy (1754-1824).
Les quatuors de ce cycle correspondent au no 75 jusqu'au no 80 du catalogue Hoboken.
Les quatuors op. 76 sont parmi les œuvres de chambre les plus ambitieuses de Haydn, s'écartant plus que leurs prédécesseurs de la forme sonate standard et chacun soulignant leur continuité thématique par l'échange quasi continu de motifs entre instruments. En plus de ne pas utiliser la forme sonate attendue dans certains des premiers mouvements du quatuor à cordes, Haydn utilise des formes inhabituelles dans d'autres mouvements comme le canon, la fantaisie et l'alternativo. Il joue également avec les marques de tempo et de nombreuses sections qui mettent l'accent sur l'alto et le violoncelle. 

## Quatuor ensol majeuropus 76no1
Inscrit au catalogue Hob.III.75
1. Allegro con spirito en sol majeur
2. Adagio en ut majeur
3. Menuetto (presto), en fait un scherzo
4. Allegro ma non troppo en sol mineur

## Quatuor enré mineurop.76no2
Inscrit au catalogue Hob.III.76, il est surnommé Les quintes en raison des deux quintes descendantes qui introduisent le premier mouvement. Ce quatuor est l'un des plus joués de Haydn. 
1. Allegro en ré mineur
2. Andante o più tosto allegretto en ré majeur
3. Menuetto en ré mineur avec trio en ré majeur
4. Vivace assai en ré mineur

## Quatuor enut majeurop.76no3
Inscrit au catalogue Hob.III.77, il est surnommé L'Empereur en raison de l'utilisation du Gott erhalte Franz den Kaiser, hymne autrichien composé la même année par Haydn et qui est réutilisé dans l'hymne allemand Deutschlandlied comme thème du second mouvement.
1. Allegro en ut majeur
2. Poco adagio cantabile en sol majeur
3. Menuetto (allegro) en ut majeur avec trio en la mineur
4. Presto en ut mineur

## Quatuor ensi bémol majeurop.76no4
Inscrit au catalogue Hob.III.78, il est surnommé Lever de soleil
1. Allegro con spirito en si bémol majeur
2. Adagio en mi bémol majeur
3. Menuetto (allegro)
4. Allegro ma non troppo

## Quatuor enré majeurop.76no5
Inscrit au catalogue Hob.III.79
1. Allegretto en ré majeur
2. Largo cantabile emesto en fa dièse majeur
3. Menuetto (allegro) en ré majeur avec un trio en ré mineur
4. Presto

## Quatuor enmi bémol majeurop.76no6
Inscrit au catalogue Hob.III.80
1. Allegretto en mi bémol majeur
2. Adagio comporte la mention fantasia
3. Menuetto (presto) à allure de scherzo
4. Allegro spirituoso